# 반전의 하이라이트
《반전의 하이라이트》은 2021년 4월 16일 ~ 2021년 5월 21일에 방영된 웨이브 오리지널 예능이다. 
아이돌 그룹 하이라이트의 리얼리티다. 

## 기획 의도
낮에는 게임! 밤에는 리얼리티!로 이루어진 하이라이트와 함께 떠나는 반전 여행! 

## 에피소드
| 회차 | 줄거리 | 링크 |
| ---- | --- | ---- |
| 1    | 완전체로 돌아온 전역돌 하이라이트의 1박 2일 반전의 캠핑, 그 첫 이야기!! 기대를 안고 떠난 강원도 태백에서 마주한 검문소...!? 과연 그들의 운명은? |      |
| 2    | 강원도 태백에서 펼쳐지는 본격 하이라이트의 Z세대 예능 적응기! 여유롭게 캠핑카를 꾸미며 낭만을 즐기려는데... 그때 등장한 깜짝 MC?! 곳곳에 반전이 숨어있는 하이라이트만의 캠핑, 그 첫 게임은 과연!? |      |
| 3    | 하이라이트가 나라를 지키는 사이에 어떤 일이 벌어졌나! 군백기를 깨고 '인싸'가 되고 싶은 멤버들의 치열한 게임! |      |
| 4    | 당신이 나라를 지키는 사이' 두 번째 시간~ 본격 '밀보드 차트 TOP 10'을 맞혀라! 중독성 甲 핵인싸 댄스를 보여준 윤두준부터~ ‘명탐정 요난’이 되어 추리력을 뽐낸 양요섭까지! 승부욕 불타는 하이라이트 멤버들의 게임 결과는? |      |
| 5    | 낮겜 시간이 지나가고 굶주린 하이라이트들을 위해 열린 '반전의 정육식당!' 하지만 세상에 공짜는 없는 법! "고기를 원하는 자, 퀴즈를 맞혀라!" 고기를 향한 하이라이트 멤버들의 뜨거운 열정으로 후끈~ 달아 오른 '반전의 정육식당' 지금 개장합니다!                                                                                   |      |
| 6    | 항상 빛이 나는 하이라이트~ 더 빛나기 위해 뷰티에 빠지다?! 최상의 미모를 가꾸기 위한 '국민 남친돌' 하이라이트의 뷰티 나이트! 셀프 '퍼스널 컬러' 진단과 'MLBB' 나에게 찰떡인 립스틱 찾기 단.독.공.개 |      |
| 7    | 하이라이트와 함께하는 감성 충만 문학의 밤! 멤버들의 추천 도서와 함께 그간 쉽게 털어놓지 못했던 속 깊은 이야기들을 털어놓는 시간! 동심으로 돌아간 하이라이트의 다양한 콘텐츠 체험까지 단독 공개! |      |
| 8    | 전원 군필돌 하이라이트를 투지에 타오르게 한 슈팅 게임! 막강 슈팅 실력을 뽐내며 군필돌 1인자로 우뚝 선 멤버는 누구?! 뒤이어 군대 구령 소리와 함께 등장한 의문의 남성들! 멤버들을 얼어붙게 한 남성들의 정체는? 싱크로율 100%! 하이라이트 멤버들의 캐리커처부터 의문의 남성들과의 오묘한 브로맨스까지~ 단독 공개!                |      |
| 9    | 하이라이트 VS 개그맨 4인방(양기웅X양배차X하준수X최우선)! 한 치 앞을 알 수 없는 박빙의 족구 대결! 명실상부 '체육돌' 윤두준의 심장 폭행급(?) 오버헤드킥♥ 그리고 족구 마니아(?) 손동운이 보여주는 반전의 족구 실력까지 단독 공개!                                                                                                |      |
| 10   | 숨겨왔던 나의~♪' 하이라이트X개그맨 4인방의 본격 브로맨스♥ 서로의 마음을 확인하는 점심 식사 시간! 개그맨 4인방의 선택을 받은 자만이 수저를 얻고 함께 식사할 수 있다! 각자의 위치에서 자신을 선택해줄 짝꿍을 초조하게 기다리는 하이라이트 멤버들 희비 교차! 인기 甲 멤버와 수저도 없이 굴욕의 '혼밥'을 할 멤버는 과연 누구일까? |      |
| 11   | 계속되는 하이라이트 팀 vs 개그맨 팀 막상막하의 대결! 지옥의 예능 옥타곤 3종 게임에 돌입! 우승을 노리며 잔뜩 비장해진 하이라이트 멤버들은 의욕을 불끈 다지는데! 과연 최종 우승의 영광은 어느 팀에게로 갈까? |      |
| 12   | 하이라이트와 함께하는 대망의 마지막 '밤렬' 시간! 누구보다 고기에 진심인 윤두준의 침샘 자극 쿡방과 누구보다 토크에 진심(?)인 손동운의 '반전 토크쇼'까지 단독 공개! 웃음과 힐링이 함께하는 하이라이트 멤버들의 특별한 여행 그 마지막 이야기!                                                                                    |      |

## 같이 보기
- 대한민국의 예능 프로그램
- WAVVE의 오리지널 프로그램 목록